# Mulle Meckparken

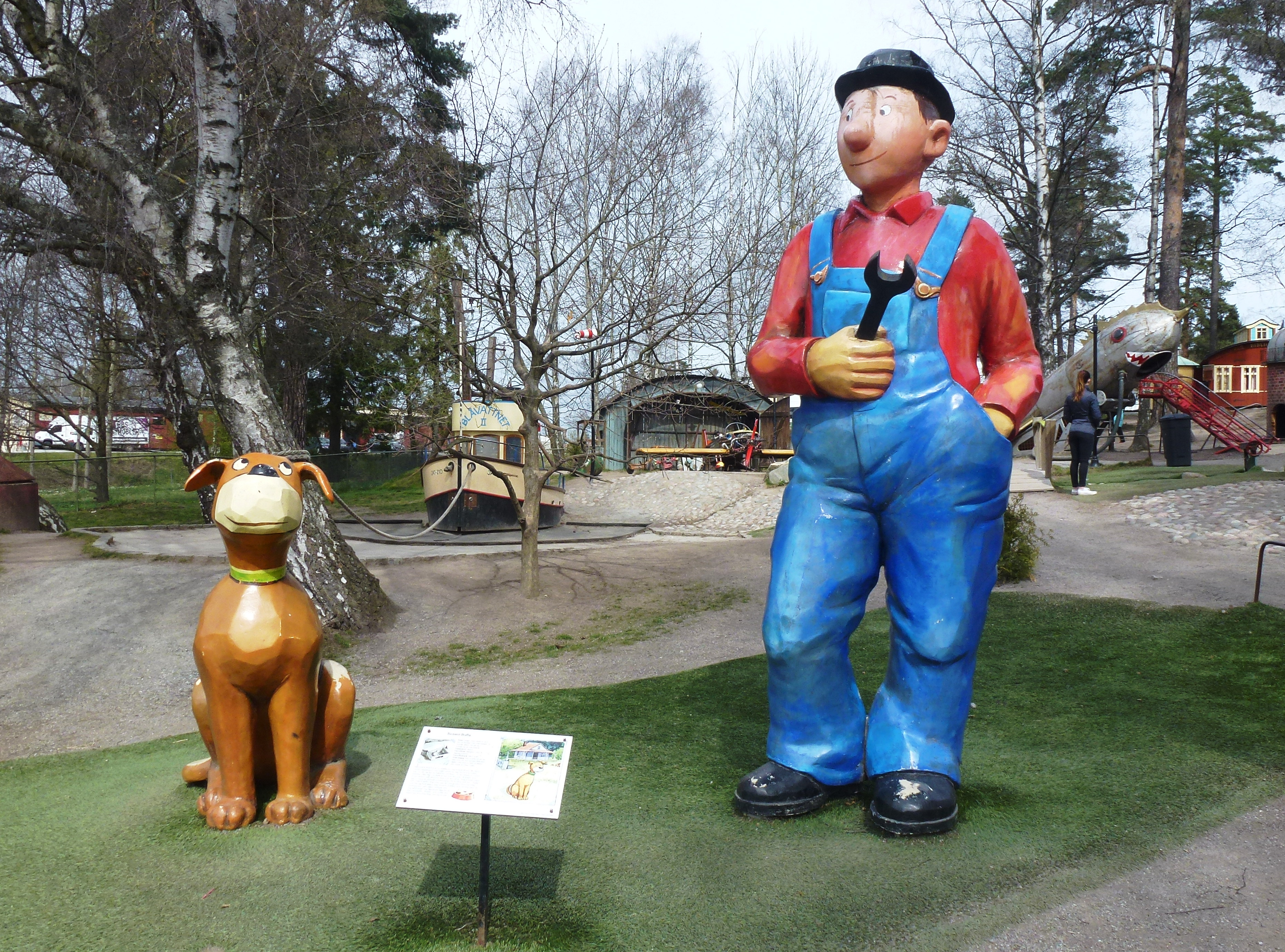
"Mulle Meck" och boxern "Buffa".

Mulle Meckparken är en temalekpark i Järvastaden i Solna kommun. Parken skapades under ledning av konstnären Tor Svae och är uppkallad efter barnboksfiguren Mulle Meck. Den invigdes på hösten 2008 och år 2010 tilldelades den Solnas Stadsmiljöpris.

## Beskrivning
Järvastaden kallas av ansvariga på Järvastaden AB för ”Barnens stadsdel”. En av de första och största investeringarna i Barnens stadsdel var att skapa en annorlunda lekplats.  Man tog kontakt med konstnären och scenografen Tor Svae som då byggt klart sagomiljöer på Junibacken. Det var Svaes idé att inleda ett samarbete med George Johansson och Jens Ahlbom, upphovsmännen bakom barnboksfiguren Mulle Meck, mekaniker, snickare och allmän fixare. 
Tillsammans har de sedan skapat Mulle Meckparken av gammalt skrot och mycket fantasi. Bland figurer och miljöer märks Mulle Meck med sin hund Buffa, Linlyftet, Blomsterlabyrinten, Wilma von Winkelhocks observatorium, Lufthamnen, Daisy Diesels garage och Restaurant Chez Nous. Anläggningen invigdes hösten 2008 och har sedan dess kompletterats med bland annat en liten damm, en båt samt ett barnboksbibliotek med Bagar-Birgits konditori som drivs sommartid tillsammans med Solna stad.

## Bilder

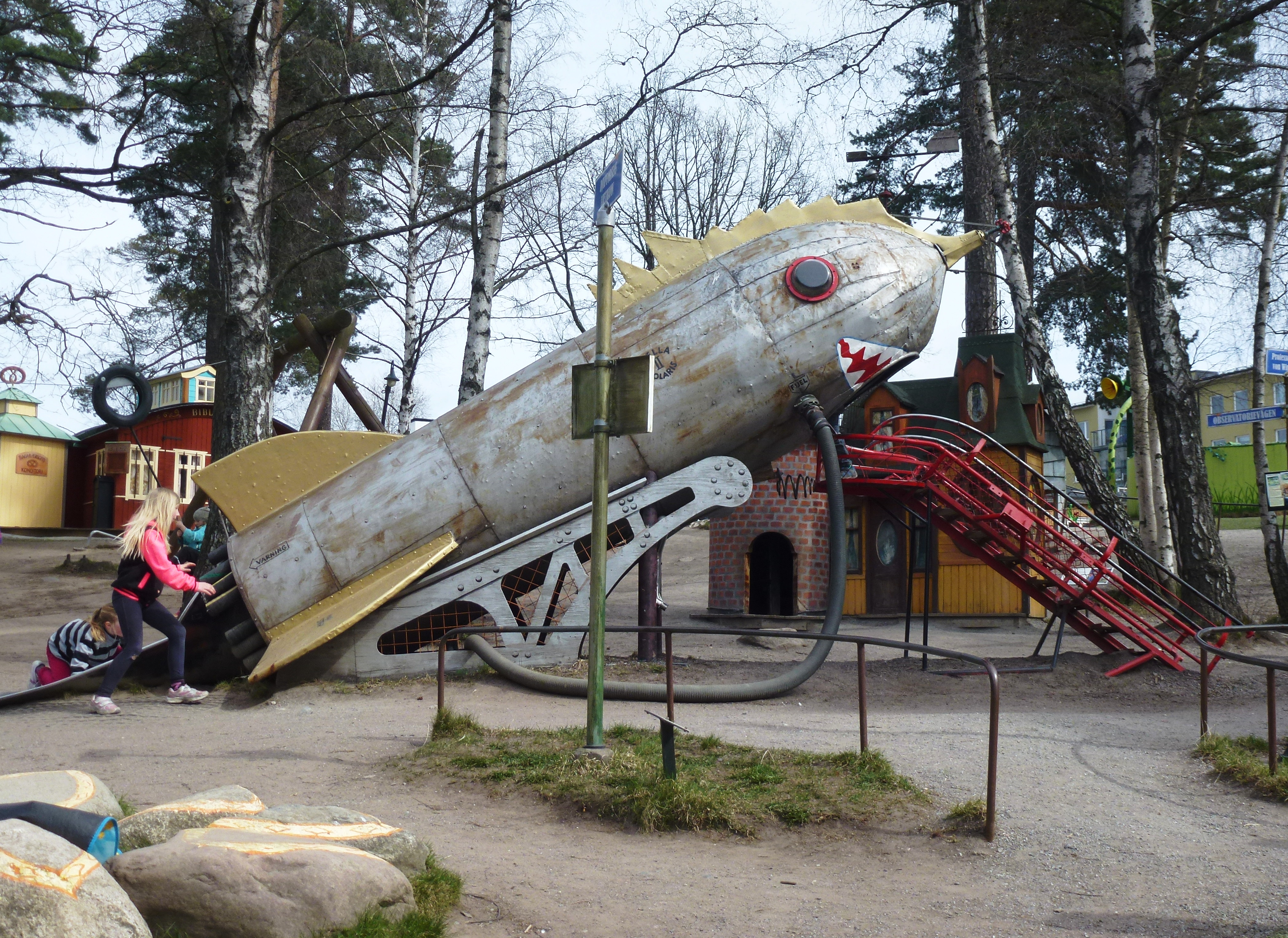
Rymdraketen
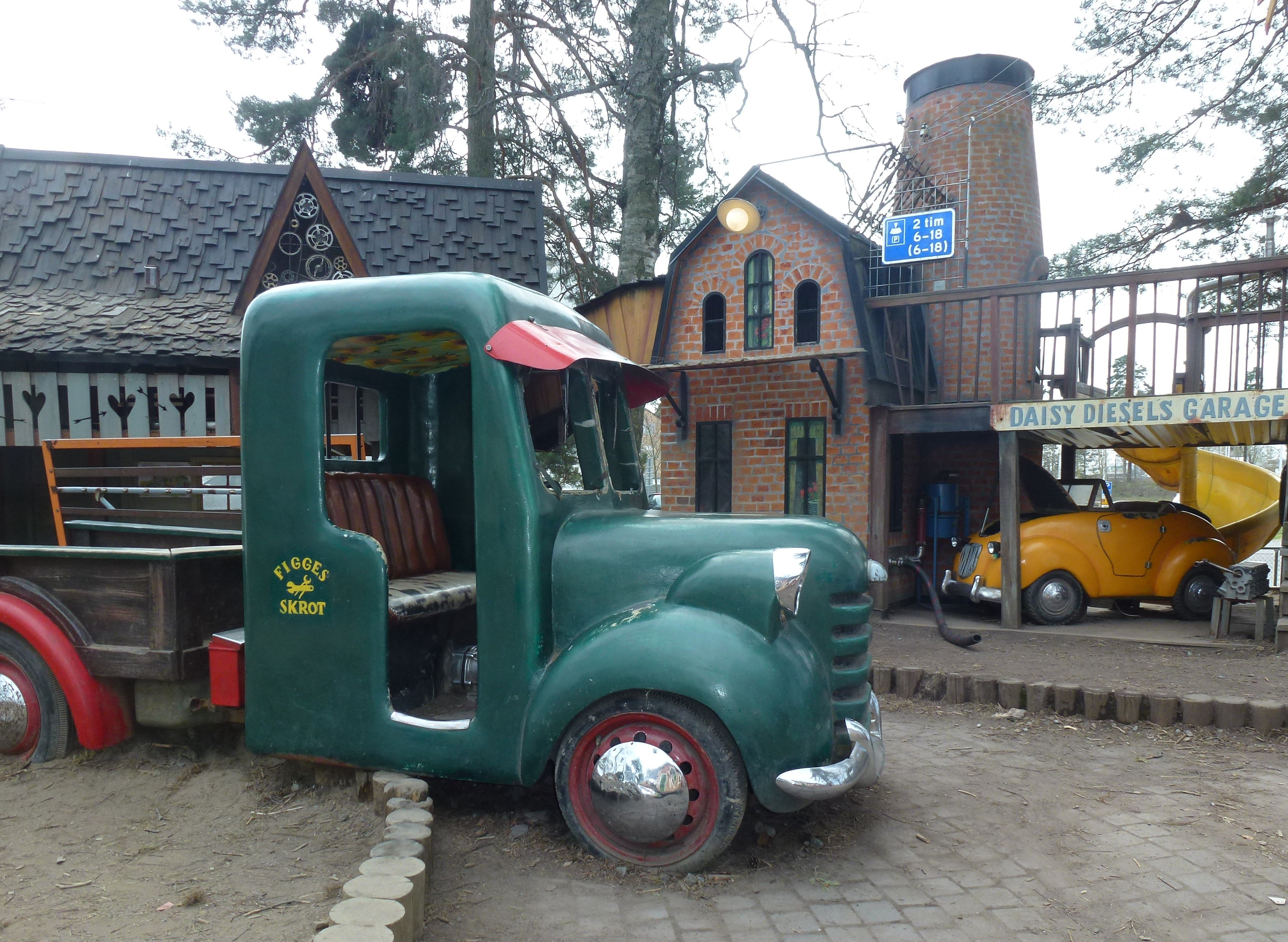
Daisy Diesels garage
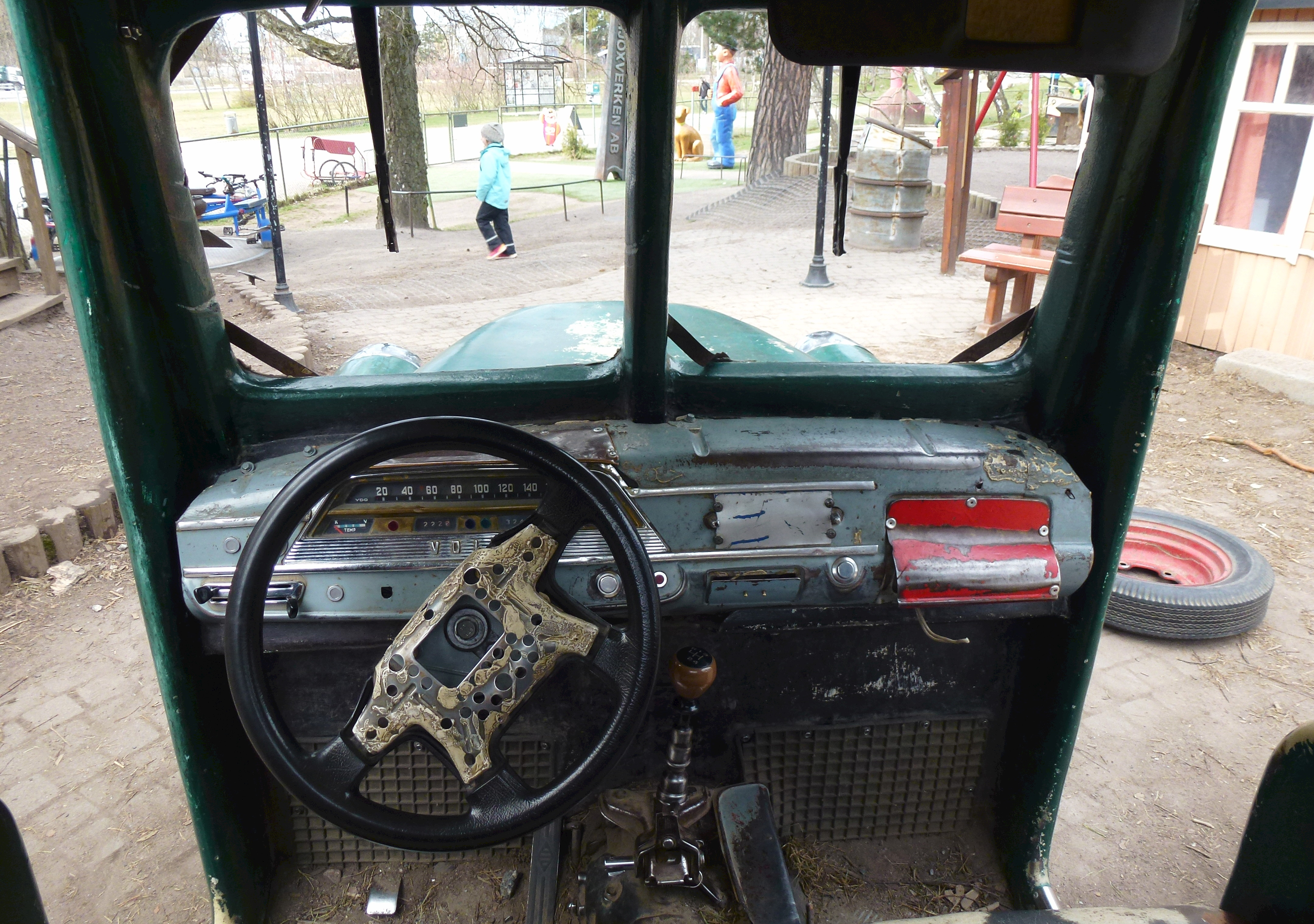
I lastbilen
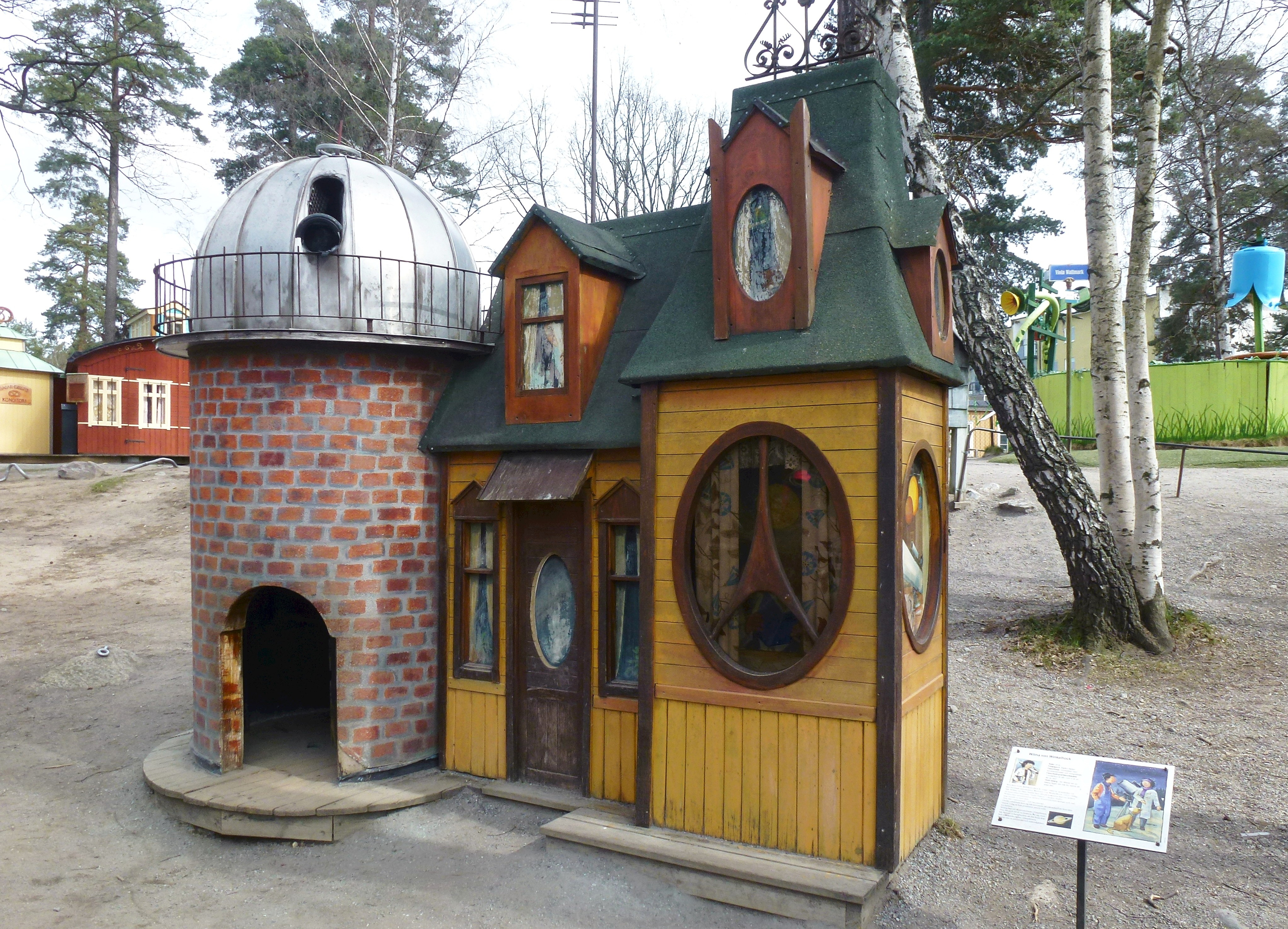
Wilma von Winkelhocks observatorium
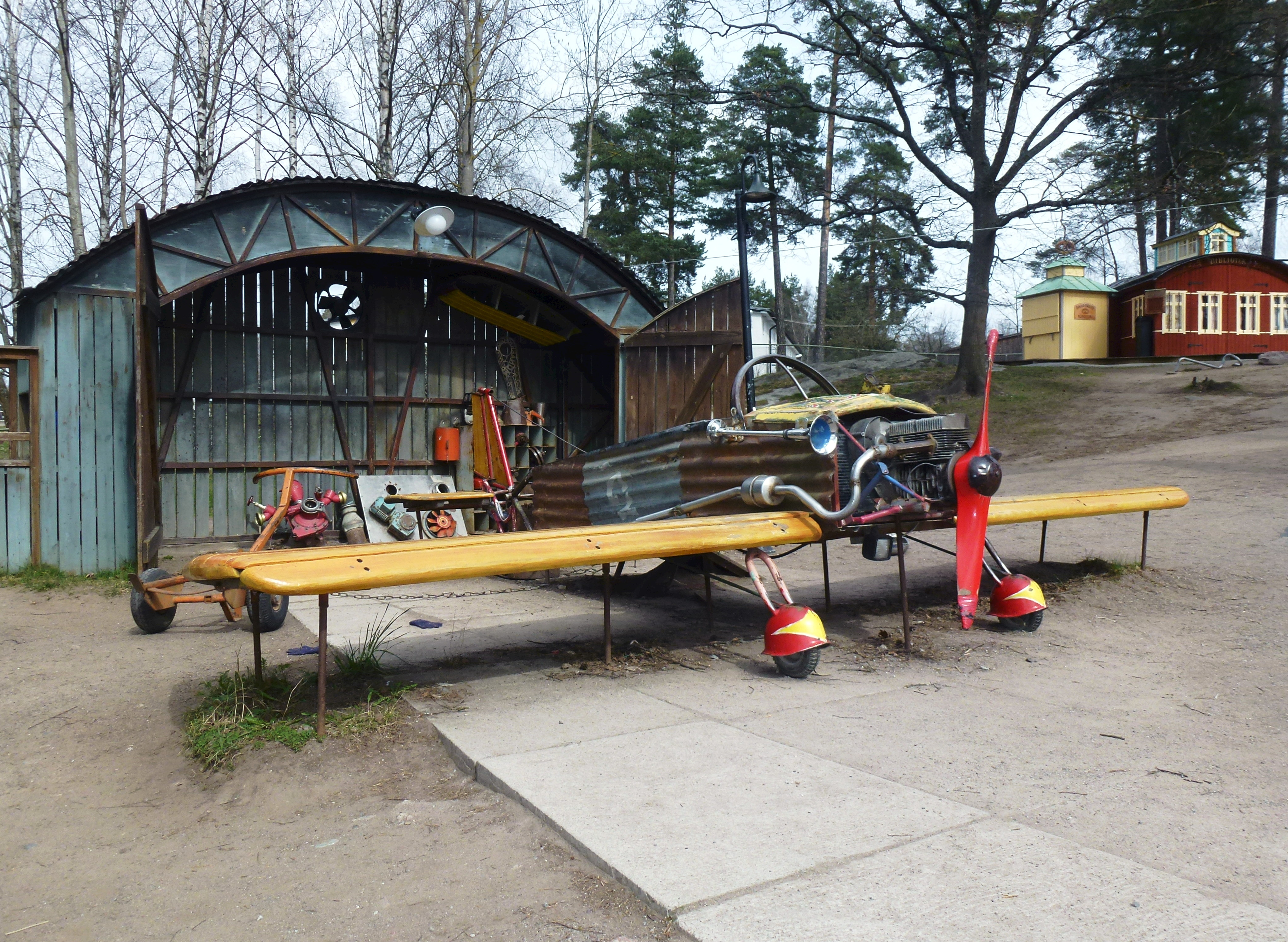
Lufthamnen
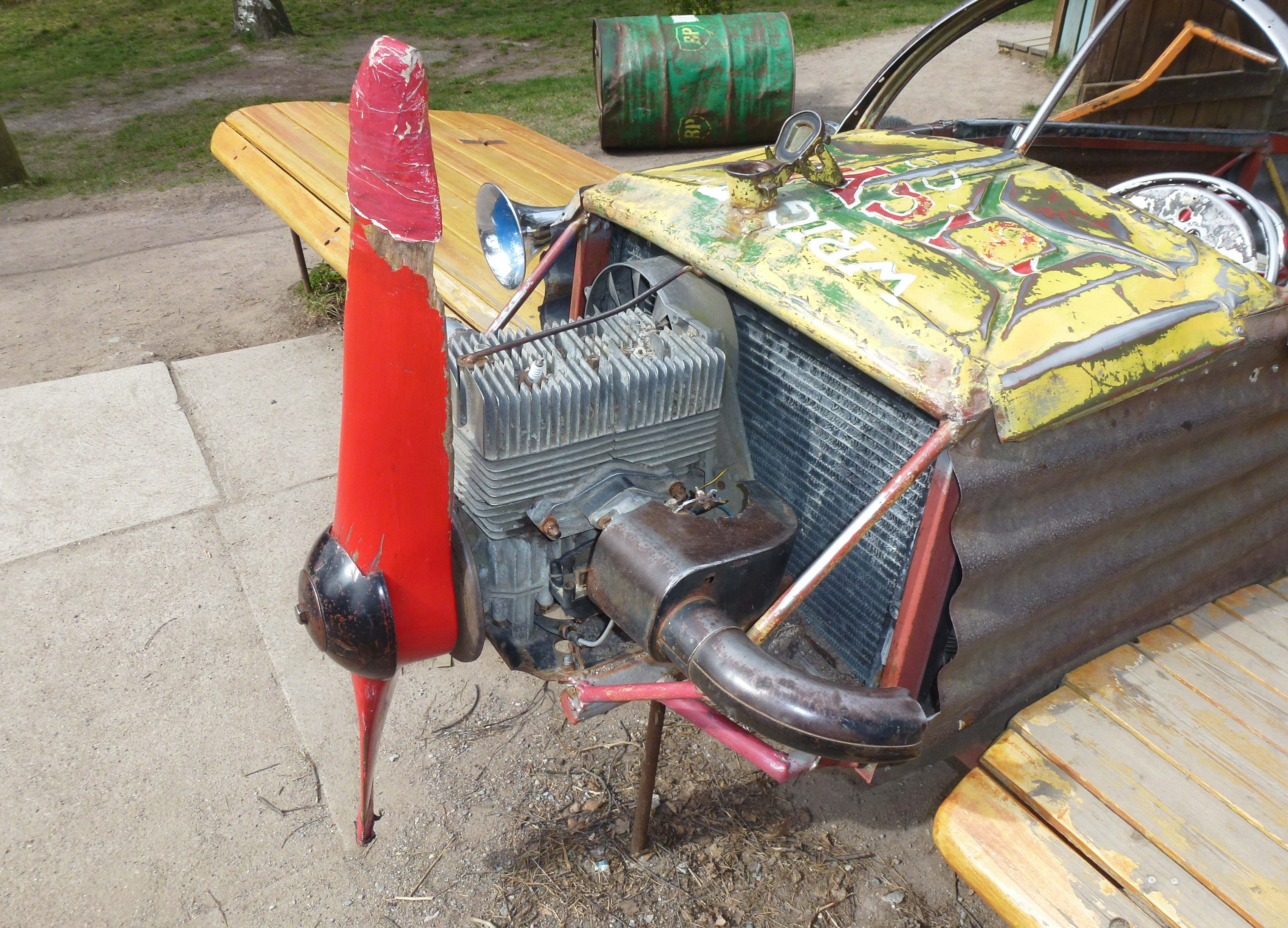
Flygplansmotor
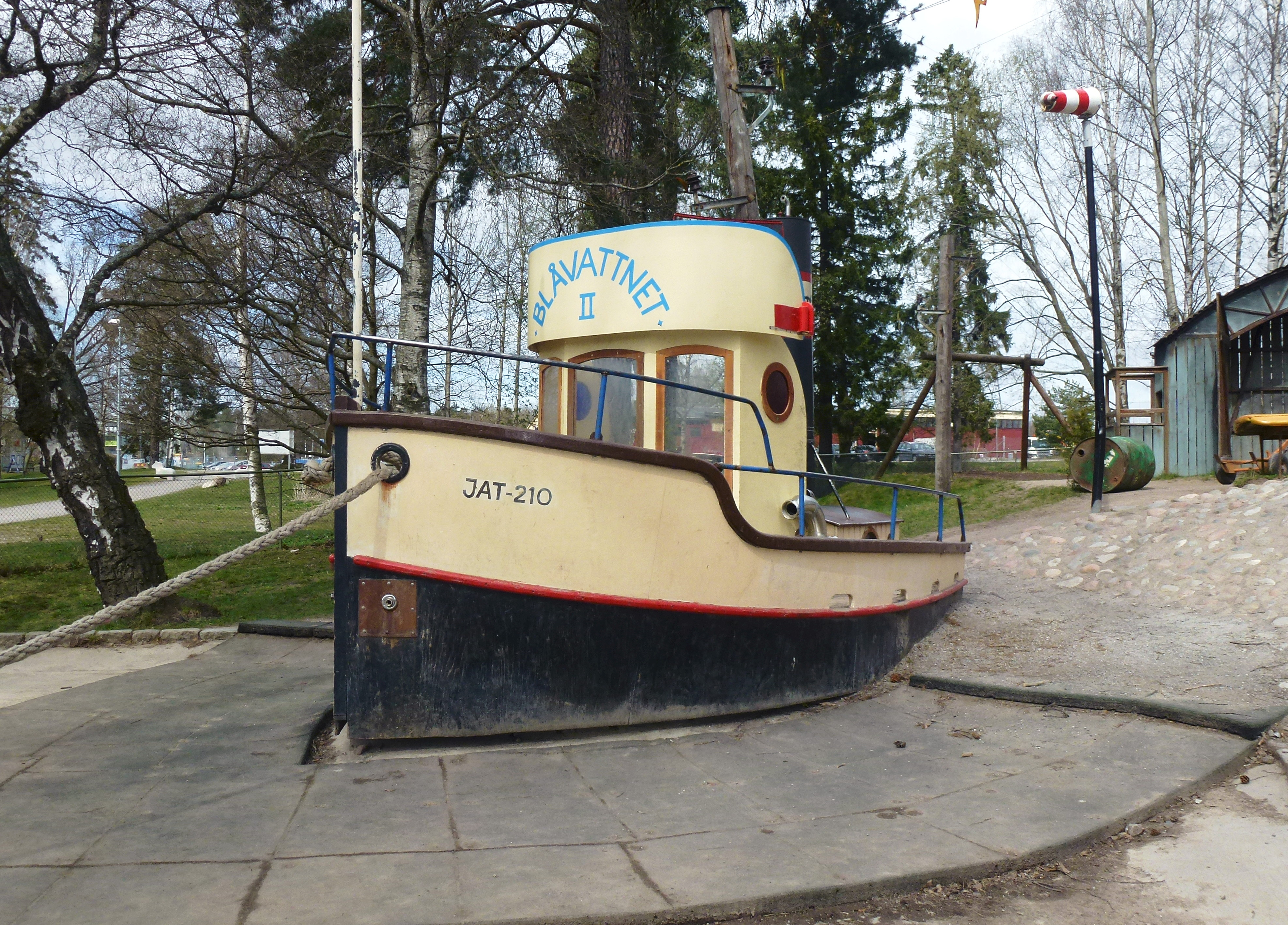
Båten "Blåvattnet II"
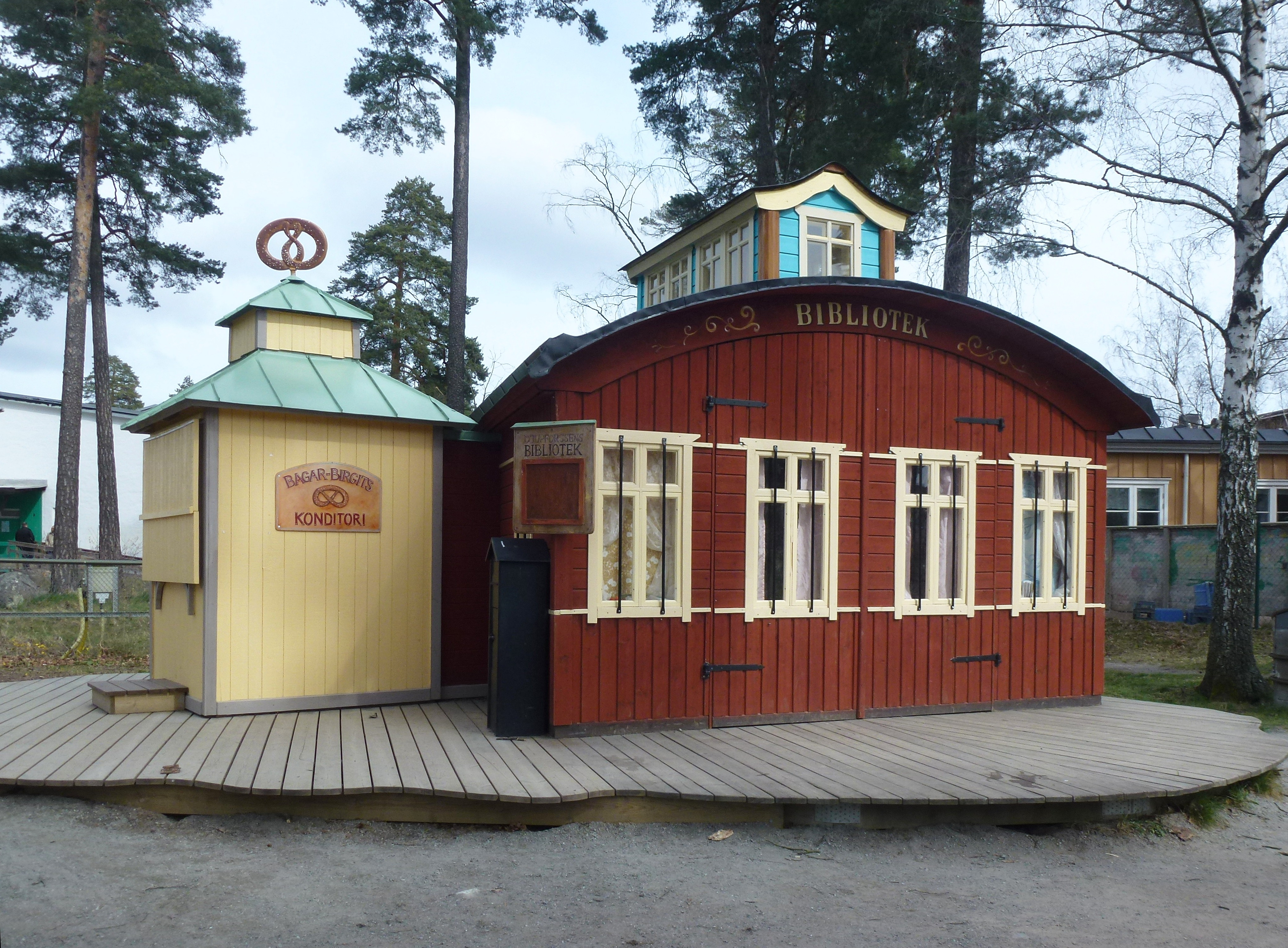
Konditori och biblioteket